# Spiros Antoniou
Spiros Antoniou (Σπύρος Αντωνίου, Atena, Grčka, 24. listopada 1973.), poznatiji pod umjetničkim imenom Seth Siro Anton i Seth, grčki je glazbenik i slikar, najpoznatiji kao pjevač i basist grčkog death metal-sastava Septicflesh.
Spriros je jedan od osnivača sastava sa Sotirisom Vayenasom i bratom Christosom. Sa Sotirisom i Christosom također je 1998. godine osnovao sastav Chaostar. 
Osim glazbom bavi se i slikanjem te je autor omota svih albuma Septicflesha (osim albuma Mystic Places of Dawn) te pojedinih albuma sastava kao što su Old Man's Child, Vader, Decapitated, Moonspell, Rotting Christ, Dream Evil, Soilwork, Exodus, Nile, Paradise Lost i dr.

## Diskografija
Septicflesh (1990. – 2003., 2007.-)
- Mystic Places of Dawn (1994.)
- Esoptron (1995.)
- Ophidian Wheel (1997.)
- A Fallen Temple (1998.)
- Revolution DNA (1999.)
- Sumerian Daemons (2003.)
- Communion (2008.)
- The Great Mass (2011.)
- Titan (2014.)
- Codex Omega (2017.)

Chaostar (1998. – 2003.)
- Chaostar (2000.)
- Threnody (2001.)

Thou Art Lord (2002.)
- DV8 (2002.)

## Autor omota albuma
1995.
- Septicflesh – Esoptron

1997.
- Septicflesh – Ophidian Wheel

1998.
- Septicflesh – A Fallen Temple

1999.
- Septicflesh – Revolution DNA
- Swan Christy – Today Died Yesterday
- On Thorns I Lay – Crystal Tears

2000.
- Rotting Christ – Khronos
- Chaostar – Chaostar
- On Thorns I Lay – Futurr Narcotic

2001.
- Chaostar – Threnody

2002.
- Dragonland – Holy War
- On Thorns I Lay – Angeldust

2003.
- Septicflesh – Sumerian Daemons
- Caliban – Shadow Hearts
- Naer Mataron – River at Dash Scalding
- Nightfall – I Am Jesus

2004.
- Heaven Shall Burn – Antigone
- Rotting Christ – Sanctus Diavolos
- Burning Skies – Murder by Means of Existence
- Chaostar – The Scarlet Queen
- Cipher System – Central Tunnel 8
- Nightstalker – Just a Burn
- Varathron – Crowsreign

2005.
- Paradise Lost – Paradise Lost
- Old Man's Child – Vermin
- Nightrage – Descent into Chaos

2006.
- Belphegor – Pestapokalypse VI
- Vader – Impressions in Blood
- Decapitated – Organic Hallucinosis
- Dream Evil – United

2007.
- Exodus – The Atrocity Exhibition... Exhibit A
- Soilwork – Sworn to a Great Divide
- Paradise Lost – In Requiem
- Blackest Dawn – Fear of the Apocalypse

2008.
- Septicflesh – Communion
- Moonspell – Night Eternal
- Abused Majesty – ...So Man Created God in His Own Image

2009.
- Aherusia – And the Tides Shall Reveal the Traces
- Sybreed – The Pulse of Awakening

2010.
- Kamelot – Poetry for the Poisoned

2011.
- Septicflesh – The Great Mass
- Achyronthia – Echoes of Brutality
- Cipher System – Communicate the Storms
- Meden Agan – Erevos Aenaon

2012.
- Moonspell – Alpha Noir
- Sybreed – God Is an Automaton
- Nile – At the Gate of Sethu
- Bejelit – Emerge
- Blynd – Punishment Unfolds

2013.
- Rise of Avernus – L'appel du vide

2014.
- Septicflesh – Titan
- Belphegor – Conjuring the Dead
- Tellus Terror – EZ Life DV8

2015.
- Caelestia – Beneath Abyss
- Morgoth – Ungod
- Moonspell – Extinct
- Once Human – The Life I Remember

2016.
- Arkan – Kelem
- Hysteria – Flesh, Humiliation and Irreligious Deviance
- Black Inhale – A Doctrine of Vultures
- The Forrshadowing – Seven Heads Ten Horns
- Noctem – Haeresis

2017.
- Septicflesh – Codex Omega
- Belphegor – Totenritual
- Once Human – Evolution

2018.
- Rise of Avernus – Eigengrau

2019.
- Nodafreth – Days of Fading Light
- Nevalra – Conjure the Storm

2020.
- Conception – State of Deception